# Филлипс, Дэниел
Дэниел Филлипс (англ. Daniel Phillips; род. 18 января 2001, Энфилд, Англия) — английский и тринидадский футболист, полузащитник клуба «Сент-Джонстон» и сборной Тринидада и Тобаго.

## Карьера

### Клубная
Начинал заниматься футболом в академии «Челси». Играл за юношеские команды «синих» до 14 лет. После перешел в систему «Уотфорда». После аренды в «Хемел Хемпстед Таун» он стал привлекаться к основе команды. В сентябре 2020 года выступал за команду в Кубке лиги. В Чемпионшипе Филлипс дебютировал за «Уотфорд» 11 сентября в поединке против «Мидлсбро» (1:0). На 89-й минуте хавбек заменил в матче Домингуша Кина.
В августе 2022 года заключил контракт с клубом шотландского Премьершипа «Сент-Джонстон».

### В сборной
Родителя Филиппса родились в Тринидаде и Тобаго, поэтому полузащитник принял решение выступать именно за национальную сборную этой страны. За сборную он дебютировал 26 марта в игре первого раунда отборочного турнира Чемпионата мира 2022 года против Гайаны (3:0). В июне 2023 года был включен в состав национальной команды для участия в Золотом Кубке КОНКАКАФ, однако из-за повреждения Филлипс в последний момент был заменен в заявкt на Люка Сингха и на турнир не поехал.

## Личная жизнь
Родился в Энфилде и проходил учебу в местной средней школы. Троюродным братом Филлипса является бывший защитник сборной Тринидада и Тобаго, участник ЧМ-2006 Иэн Кокс.